# Aanschafsubsidie Zero Emissie Trucks

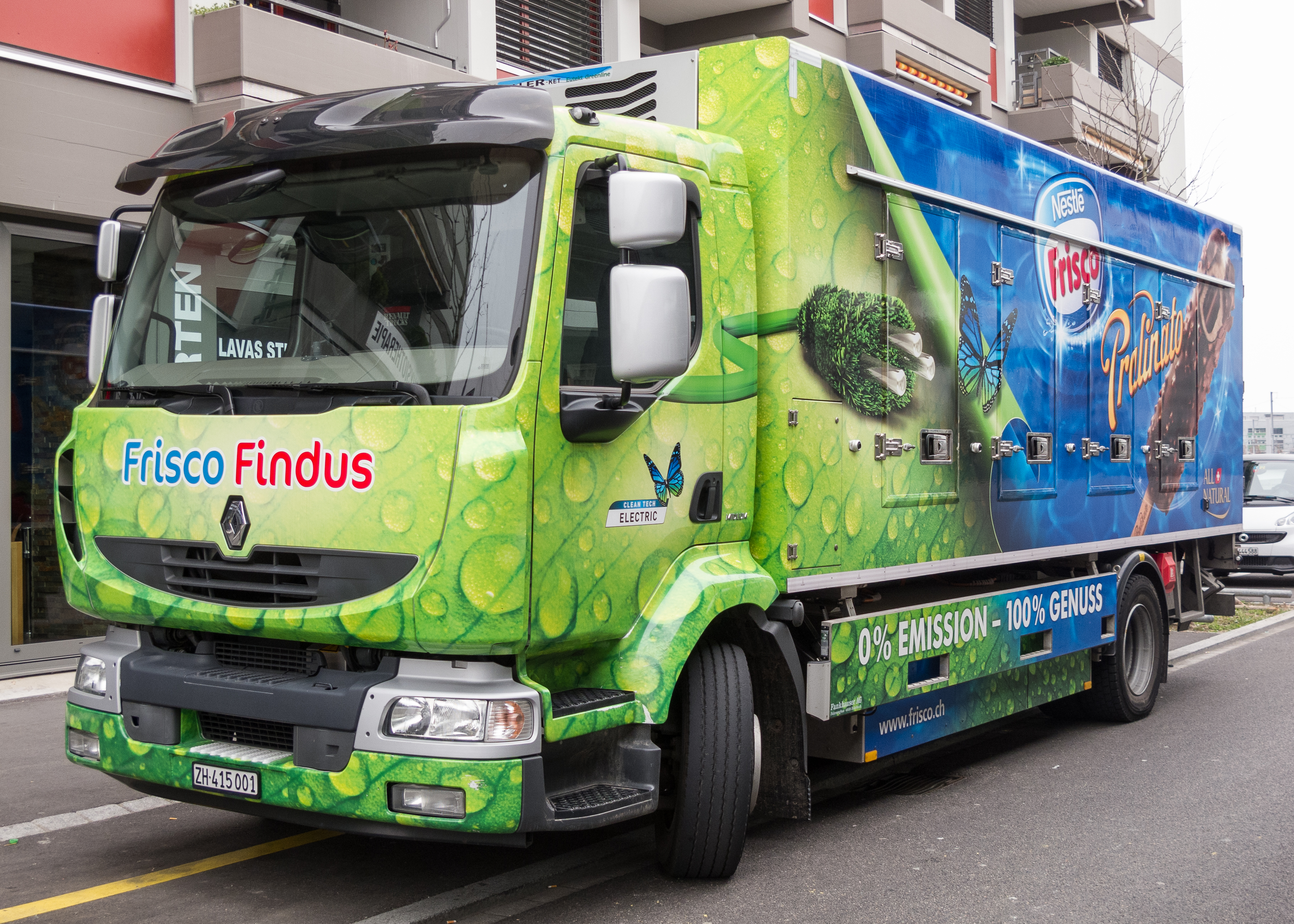
Een voorbeeld van een elektrische vrachtwagen.

De Aanschafsubsidie Zero Emissie Trucks of AanZET is een subsidie voor ondernemers in Nederland om het gebruik van vrachtwagens die rijden op elektriciteit of waterstof te stimuleren. De subsidie, geïntroduceerd in december 2021 is vanaf 9 mei 2022 beschikbaar en bestaat uit een totaalbudget van € 40.000.000 waarvan in 2022 € 13.500.000 beschikbaar wordt gesteld. Ondernemers kunnen de subsidie aanvragen voor het aanschaffen van nieuwe vrachtwagens, waarbij kleinere ondernemers een groter deel van de aanschafwaarde van een elektrische vrachtwagen vergoed kunnen krijgen dan grotere ondernemers.

## Overtekening budget
Op 11 mei 2022 maakte de Rijksdienst voor Ondernemend Nederland bekend dat het beschikbare subsidiebudget voor heel 2021 al was opgemaakt op de dag dat het aangevraagd kon worden; op 9 mei was er al voor € 35 miljoen aan subsidie aangevraagd. De rijksdienst heeft daarom besloten om het beschikbare budget te verloten onder alle aanvragen die op 9 mei gedaan zijn.

## Vergoedingen
| OndernemingVoertuigtype                 | Grote ondernemingen | Grote ondernemingen     | Middelgrote ondernemingen | Middelgrote ondernemingen | Kleine ondernemingen en nonprofitinstellingen | Kleine ondernemingen en nonprofitinstellingen |
| OndernemingVoertuigtype                 | Subsidiepercentage  | Maximaal subsidiebedrag | Subsidiepercentage        | Maximaal subsidiebedrag   | Subsidiepercentage                            | Maximaal subsidiebedrag                       |
| --------------------------------------- | ------------------- | ----------------------- | ------------------------- | ------------------------- | --------------------------------------------- | --------------------------------------------- |
| N2 bakwagenchassis vanaf 4.250 kg       | 12,5 %              | € 17.800                | 19 %                      | € 26.800                  | 25 %                                          | € 35.700                                      |
| N3 bakwagenchassis tot en met 18.000 kg | 15 %                | € 43.600                | 21,5 %                    | € 63.700                  | 28,5 %                                        | € 84.000                                      |
| N3 bakwagenchassis vanaf 18.000 kg      | 16,9 %              | € 56.700                | 24,3 %                    | € 81.500                  | 31,7 %                                        | € 106.300                                     |
| N3 trekker                              | 20 %                | € 56.700                | 20 %                      | € 102.300                 | 37 %                                          | € 131.900                                     |